# Каррикабуру, Хон
Хон Каррикабуру Хаймерена (исп. Jon Karrikaburu Jaimerena; родился 19 сентября 2002, Элисондо, Наварра) — испанский футболист, нападающий клуба «Реал Сосьедад», выступающий на правах аренды за испанский клуб «Расинг».

## Клубная карьера
Каррикабуру выступал в составе футбольной академии клуба «Реал Сосьедад» с 12-летнего возраста. 3 мая 2021 года подписал с клубом контракт до 2026 года. 30 сентября 2021 года дебютировал в основном составе «Сосьедада», выйдя на замену Микелю Оярсабалю в матче Лиги Европы УЕФА против «Монако».

## Карьера в сборной
3 сентября 2021 года дебютировал за сборную Испании до 21 года в матче отборочного турнира к молодёжному чемпионату Европы против сборной России.